# Miss Americana
Miss Americana (também conhecido como Taylor Swift: Miss Americana) é um documentário, dirigido por Lana Wilson, que acompanha a cantora e compositora norte-americana Taylor Swift e sua vida ao longo de vários anos de sua carreira. A produção foi lançada na Netflix, e em cinemas selecionados, em 31 de janeiro de 2020.
A Netflix descreveu o filme como um "olhar cru e emocionalmente revelador" sobre Swift "durante um período de transformação em sua vida, enquanto ela aprende a abraçar seu papel, não apenas como compositora e intérprete, mas como uma mulher tomando controle de todo o poder de sua voz". Miss Americana na noite de abertura de abertura do Festival Sundance de Cinema de 2020, em 23 de janeiro de 2020.

## Sinopse
O filme cobre uma série de eventos na vida e na carreira de Swift, incluindo a criação de seu sétimo álbum de estúdio, Lover (2019), sua anterior batalha com um distúrbio alimentar, seu julgamento por agressão sexual, o diagnóstico de câncer de sua mãe, e a decisão de Swift de tornar público sua visão política.

## Elenco
- Taylor Swift
- Andrea Swift
- Scott Swift
- Joe Alwyn
- Jack Antonoff
- Joel Little
- Max Martin
- Bobby Berk
- Karamo Brown
- Tan France
- Jonathan Van Ness
- Brendon Urie
- Abigail Lauren
- Tree Paine

## Antecedentes
Eu precisava chegar em um ponto em que estivesse pronta, capaz e disposta a apontar mentiras, em vez de apenas sorrir.

— Swift falando sobre Miss Americana.
Swift manifestou interesse em fazer um documentário com a Netflix após o lançamento do vídeo Taylor Swift: Reputation Stadium Tour, na plataforma de streaming, em dezembro de 2018. Ela recebeu uma lista de possíveis diretores, dos quais Wilson era uma.
O título do documentário foi inspirado em "Miss Americana & the Heartbreak Prince", uma canção do sétimo álbum de estúdio de Swift, Lover (2019), na qual Swift expressa sua decepção com a política dos Estados Unidos.
Swift revelou o documentário em novembro de 2019, quando ela disse que o proprietário e fundador de sua antiga gravadora Big Machine Records, Scooter Braun e Scott Borchetta, respectivamente, a impediram de usar canções e imagens de apresentações no documentário. Ela acrescentou que o documentário não menciona Braun, Borchetta ou Big Machine. A Big Machine negou as acusações em um comunicado. Em resposta, um representante da Swift publicou um email de um executivo da Big Machine se recusando a emitir as licenças conectadas ao documentário. Em dezembro, a revista Variety relatou que a Big Machine havia liberado o uso do material mais antigo de Swift no filme.
Em uma entrevista com Chris Willman, da revista Variety, foi revelado que a primeira parte do filme trata da "justaposição das alegrias da criação com os incômodos do estrelato global", enquanto a segunda metade é uma "virada provocativa focada no motivo pelo qual Swift se tornou politicamente ativa". Willman escreveu que o filme apresenta ainda clipes que capturam a crescente aliança de Swift com a causa LGBTQ , a reação de Swift ao diagnóstico de câncer de sua mãe, e a resposta de Swift ao seu álbum de 2017, Reputation, não receber nenhuma indicação em categorias gerais no Grammy Awards de 2019. Wilson afirmou que vê o filme como "olhar o outro lado de ser a namoradinha da América".

## Promoção
Em 15 de janeiro de 2020, Swift revelou a data de lançamento e um pôster do filme através de suas mídias sociais. Seis dias depois, em 22 de janeiro, um trailer oficial do filme foi lançado no YouTube e em todas as mídias sociais de Swift.

## Música
O documentário inclui "Only the Young", que toca durante os créditos finais do filme. Swift escreveu a canção após as eleições estadunidenses de 2018. A música foi lançada nas plataformas digitais no dia do lançamento do documentário.

## Recepção crítica
No Festival Sundance de Cinema de 2020, o filme recebeu aclamação da crítica e uma ovação de pé do público. Leah Greenblatt, da revista Entertainment Weekly, chamou-o de "inteligente e engraçado" e afirmou que "parecia o tipo de insight que você realmente deseja ter sobre uma estrela". Leigh Blickley, do agregador HuffPost, descreveu o documentário como "íntimo, engraçado, triste e comovente... a Taylor Swift de cantar junto que todos precisamos". A crítica Anna Menta escreveu: "Os fãs de Taylor Swift vão adorar Miss Americana, é claro, mas também acho que este filme vai influenciar alguns haters. Wilson contou a história de uma mulher encontrando sua voz política; é genuíno e inspirador".